# 快棋爭霸戰
快棋爭霸戰為臺灣一項職業圍棋比賽，創始於2020年，每年舉辦一次。2023年第四屆快棋爭霸戰冠軍為徐靖恩。
圍棋「快棋」相對於其他賽事以「慢棋」形式進行，快棋對局時間短，對奕雙方須在極短時間落子，考驗棋手快棋功力，同時亦配合快節奏的時代潮流。

## 賽事沿革
快棋爭霸戰創始於2020年，由中華職業圍棋協會主辦，海峰棋院承辦。2020年第一屆、2021年第二屆由聯華電子贊助，冠名為「UMC聯電盃快棋爭霸戰」，第三屆以後改名為「快棋爭霸戰」，2023年第四屆起由中華職業圍棋協會與海峰棋院聯合主辦。

## 賽制與獎金
快棋爭霸戰為職業圍棋比賽，賽事分資格賽與本賽。資格賽接受臺灣職業棋士自由報名，本賽由上屆冠亞軍、上一年度盃賽冠軍及依照獎金排名排序，共32名棋士免選，另由資格賽取16人進入本賽，本賽共48人。本賽採單敗淘汰制至2人進入決賽，決賽採三戰兩勝方式。賽事採比目法規則，手合一律分先，黑先貼還六目半。基本用時各10分鐘，讀秒30秒10次，10次用完在30秒內需落子。
獎金冠軍為新臺幣60萬元，亞軍20萬元，進入四強5萬元，進入八強2.5萬元，進入16強1萬元，進入32強4,000元，進入本賽（48強）2,000元。資格賽敗退1,000元。

## 歷屆冠亞軍
| 屆次 | 年份   | 冠軍       | 比分 | 亞軍       | 備註                           | 參考  |
| ---- | ------ | ---------- | ---- | ---------- | ------------------------------ | ----- |
| 1    | 2020年 | 王元均棋王 | 2:0  | 林君諺名人 |                                | [ 2 ] |
| 2    | 2021年 | 許皓鋐名人 | 2:0  | 簡靖庭六段 |                                | [ 3 ] |
| 3    | 2022年 | 許皓鋐名人 | 2:0  | 王元均九段 | 許皓鋐二連霸                   | [ 4 ] |
| 4    | 2023年 | 徐靖恩五段 | 2:0  | 林彥丞四段 |                                | [ 5 ] |
| 4    | 2024年 | 許皓鋐名人 | 2:1  | 徐靖恩六段 | 許皓鋐第三度獲得快棋爭霸戰冠軍 | [ 6 ] |